# Гела (провінція)
5°42′ пд. ш. 142°41′ сх. д. / 5.700° пд. ш. 142.683° сх. д.
Гела (англ. Hela) — провінція Папуа Нової Гвінеї. Адміністративний центр — місто Тарі (15 413 осіб — дані за 2013 рік).

## Історія
У липні 2009 року парламент країни прийняв закон про створення двох нових провінцій в 2012 році. Провінція Гела повинна була бути створена шляхом відокремлення районів Тарі-Порі, Комо-Маґаріма і Короба-Копіаґо від провінції Південний Гайлендс. Провінція офіційно була утворена 17 травня 2012 року.

## Географія
Провінція розташована в центральній частині країни, в регіоні Гайлендс. На півночі межує із провінцією Східний Сепік; на сході — із провінцією Енга; на південному сході і півдні — із провінцією Південний Гайлендс, на заході — із провінціями Західна і Сандаун.
Провінція повністю розташована на острові Нова Гвінея і простягнулася із північного заходу на південний схід майже на 160 км, а з північного сходу на південний захід — від 35 до 90 км. Її площа становить 10 500 км² (15-те місце).
Найбільшими річками є Стрікленд (620 км), яка протікає верхів'ям своєї течії в північній частині провінції із сходу на захід, і річка Кікорі (320 км) яка тече на півдні провінції, спочатку в західному, а потім в південному і південно-східному напрямку.
Найвищою вершиною провінції є гора Карома (3623 м).

## Населення
За переписом 2000 року населення провінції становило 185 947 осіб, що відповідало 12-му місцю серед всіх провінцій країни. За попередніми, непідтвердженими даними в 2010 році населення провінції становило 352 698 осіб. За переписом 2011 року населення провінції становило 249 449 осіб, що відповідало 15-му місцю серед всіх провінцій країни.

## Адміністративний поділ
Територія провінції розділена на три райони. Кожен район має кілька одиниць місцевого самоврядування (LLG). Для зручності виконання перепису, використовується поділ на відділення в кордонах тих же одиниць місцевого самоврядування.
| Район          | Адміністративний центр | Назва LLG               |
| -------------- | ---------------------- | ----------------------- |
| Комо-Маґаріма  | Маґаріма               | Гуліа (сільська)        |
| Комо-Маґаріма  | Маґаріма               | Комо (сільська)         |
| Комо-Маґаріма  | Маґаріма               | Маґаріма (сільська)     |
| Короба-Копіаґо | Копіаґо                | Аві-Порі (сільська)     |
| Короба-Копіаґо | Копіаґо                | Лейк-Копіаґо (сільська) |
| Короба-Копіаґо | Копіаґо                | Норт-Короба (сільська)  |
| Короба-Копіаґо | Копіаґо                | Саут-Короба (сільська)  |
| Тарі-Порі      | Тарі                   | Гаяпуґа (сільська)      |
| Тарі-Порі      | Тарі                   | Таґалі (сільська)       |
| Тарі-Порі      | Тарі                   | Тарі (міська)           |
| Тарі-Порі      | Тарі                   | Тебі (сільська)         |